# Episodi di Prisma (prima stagione)
La prima stagione della serie televisiva Prisma, composta da otto episodi, è stata distribuita a livello internazionale su Amazon Prime Video il 21 settembre 2022.
| nº | Titolo originale | Pubblicazione     |
| -- | ---------------- | ----------------- |
| 1  | Rosso            | 21 settembre 2022 |
| 2  | Arancione        | 21 settembre 2022 |
| 3  | Giallo           | 21 settembre 2022 |
| 4  | Verde            | 21 settembre 2022 |
| 5  | Blu              | 21 settembre 2022 |
| 6  | Indaco           | 21 settembre 2022 |
| 7  | Viola            | 21 settembre 2022 |
| 8  | Bianco           | 21 settembre 2022 |

## Rosso
Marco e Andrea sono due gemelli che stanno per compiere 17 anni; i due fino all’anno prima erano in classe insieme, ma dopo la bocciatura di Andrea quest’anno saranno separati. Marco è molto timido ed è attratto da una ragazza con la quale si vergogna di parlare, per cui Andrea si finge il fratello per instaurare un rapporto. Quattro mesi prima Marco si era tagliato il braccio rompendo un vetro ed è stato suo fratello a soccorrerlo e portarlo in ospedale. L’infortunio non gli permette ancora di fare lo sport praticato, ovvero il nuoto. Parallelamente Daniele, un ragazzo che fa nuoto con Marco, è in contatto con una ragazza conosciuta sui social della quale però non ha mai visto il volto. La “ragazza” in questione è però Andrea che ha un profilo falso nel quale carica foto con addosso abiti femminili; il ragazzo, pressato da Daniele che vuole verificare la sua identità, sarà costretto ad inviare una foto dell’ex fidanzata Micol.

## Arancione
Andrea si confida con l’amico Raffa della LGBTline su ciò che ha fatto a Daniele e quest’ultimo lo rimprovera intimandogli di raccontare la verità. Micol, ex fidanzata di Andrea, ora è fidanzata con Nina, che è in classe col ragazzo. Ad una festa Daniele per vantarsi dell’esistenza della ragazza con cui si frequenta fa vedere a tutti gli amici la foto inviatagli da Andrea, facendo capire a quest’ultimo (che era presente) che il ragazzo aveva fatto uno screen alla foto e di aver fatto un terribile sbaglio perché Micol viene riconosciuta da Susi, una ragazza che l’ha incontrata in biblioteca a Sabaudia. Daniele insospettito contatta “Andrea”  chiedendole se recentemente fosse stata a Sabaudia.

## Giallo
Andrea risponde a Daniele negando di essere stata a Sabaudia e inizia a frequentarsi con Nina, sua compagna di classe. Daniele e Ilo devono girare un videoclip musicale e chiedono aiuto a Marco perché ha una videocamera. Il ragazzo li aiuta e scoprirà che Daniele usciva l’estate prima con Carola, ragazza con cui dopo poco si bacia.

## Verde
Andrea decide finalmente di dire la verità a Daniele e confessare al ragazzo di non essere di Torino, inoltre elimina per sempre il profilo da donna. Daniele, arrabbiato, decide di indagare sulla presunta identità della ragazza chiedendo maggiori informazioni all’amica che ne aveva riconosciuto il volto. Marco intanto fa l’amore con Carola.

## Blu
Andrea parlando con Nina in un momento di intimità rivela di essersi scritto con “una persona” facendo intendere alla donna che è un ragazzo, intanto Daniele va alla ricerca della ragazza della foto a Sabaudia, trovandola. Micol, ovvero la ragazza misteriosa, nega di conoscerlo e si allontana. Alla festa per il lancio del video musicale di Daniele, Ilo e Vitto, Carola nel tentativo di consolare Daniele ubriaco consuma un rapporto sessuale con lui, pentendosene pochi minuti dopo.

## Indaco
Carola non volendo essere riconosciuta in farmacia chiede aiuto a Nina per comprare la pillola del giorno dopo, dopo aver consumato un rapporto sessuale non protetto con Daniele. Andrea e Nina vanno a Roma ad assistere ad un incontro letterario con una poetessa trans che li invita la sera ad una serata queer. Andrea va con Nina alla serata truccato, incontrerà Raffa, con cui si confidava in linea telefonica LGBTQ. In discoteca Andrea si bacia con Nina e i due finiscono per fare l’amore.

## Viola
Andrea torna a Latina e dice ai suoi amici di essere stato a letto con Nina. Il ragazzo poi scopre di Carola e Daniele e affronta quest’ultimo fisicamente per strada per difendere la posizione del fratello, la polizia interviene per dividere i due e trova lì vicino della droga che Daniele stava per buttare, portando i ragazzi in centrale. I ragazzi sono rilasciati ma il padre di Andrea viene avvisato e temendo che la droga fosse di Andrea perquisisce la camera del ragazzo trovando in un baule tutta la roba che il figlio continua a spacciare (motivo per cui aveva perso un anno a scuola). Micol vede il video del “Klan Bruxelles” girato da Marco e riconosce in Daniele il ragazzo che l’ha fermata a scuola; chiama così Andrea per chiedere se lo conoscesse e il ragazzo mente per coprire la sua bugia iniziale. Daniele intanto confessa agli amici di aver interrotto i contatti con la ragazza misteriosa dei social perché gli aveva confessato di non essere realmente chi diceva.

## Bianco
Daniele convinto dagli amici che non c’è nulla di male a provare esperienze alternative, anche con ragazzi, scrive alla mail dell’account associato al nome della ragazza falsa (ovvero Andrea) chiedendo un incontro a prescindere dal sesso. Andrea si confida con Raffa telefonicamente dicendosi spaventato di incontrare il ragazzo, al quale rivela di essere un maschio. Andrea finalmente riesce a dire la verità anche al duro padre che amorevolmente accetta la natura del figlio. Il fratello di Zelia posta per sbaglio dei video che diventano virali e in quei frammenti si vede ripresa Carola mentre consuma il rapporto sessuale con Daniele la sera della festa. Andrea dà appuntamento a Daniele col profilo falso e il ragazzo accetta l’incontro. Una volta preso il medesimo autobus per andare nel posto indicato, Andrea fa partire una canzone che fa essere chiaro a Daniele come sia lui la persona con cui si scriveva. La puntata si conclude con un'inquadratura dei loro posti sull'autobus vuoti, non lasciando però intendere se i due ragazzi siano scesi insieme o da soli.